# Homoeocera leucostalacta
Homoeocera leucostalacta là một loài bướm đêm thuộc phân họ Arctiinae, họ Erebidae.